# Lusatia Verlag
Der Lusatia Verlag ist ein in Bautzen ansässiger Verlag, der überwiegend Literatur mit einem Bezug zur Oberlausitz verlegt. Er wurde 1992 von Frank Stübner (1954–2017) gegründet. Jährlich werden etwa 15 Neuerscheinungen verlegt. Neben Sachbüchern und Belletristik bilden auch sorbische Literatur, Bildbände und Wanderführer sowie Bücher zur Oberlausitzer Mundart – auch Neuausgaben alter Mundartdichter wie Emil Eichhorn oder Hermann Klippel – Schwerpunkte. Jährlich erscheint die heimatkundliche Zeitschrift Oberlausitzer Hausbuch.
Zu den Illustratoren des Verlags gehörte u. a. Steffen Lange.

## Publikationen
- Ortschroniken zahlreicher Ortschaften der Oberlausitz, z. B. Bautzen, Lauta, Schirgiswalde
- Geschichtsbücher zur Oberlausitz und Schriftreihen für das Stadtmuseum Bautzen
- Volkskundliche Bücher u. a. über die Sorben
- Bild- und Kunstbände
- Belletristik u. a. von Herbert Andert, Jurij Brězan, Wilhelm von Polenz  und  Gottfried Unterdörfer